# Ålandsfrågan
Ålandsfrågan var en politisk konflikt mellan Sverige och Finland om vem som skulle ha kontroll över Åland. Konflikten växte fram under och efter första världskriget, men hade rötter i 1800-talets stormaktspolitik. Sverige ville att ögruppen skulle tillhöra Sverige, medan Finland hävdade att Åland var en del av det finländska territoriet. Frågan avgjordes 1921 av Nationernas förbund genom en kompromiss som blev grunden för Ålandsmodellen.

## Bakgrund före 1900
Åland tillhörde Sverige fram till Freden i Fredrikshamn 1809, då ögruppen avträddes till Ryssland. Det strategiska läget nära Stockholm gjorde att Sverige ville förhindra att området användes för militära syften.  
Efter Krimkriget enades Storbritannien, Frankrike och Ryssland i Parisfreden (1856) om Ålandsservitutet, som förbjöd befästningar på ögruppen.

## Upptakten till konflikten 1900–1913
I början av 1900-talet förändrades maktbalansen i Östersjön. Ryssland hade försvagats militärt efter Rysk-japanska kriget 1905, och samma år upplöstes unionen mellan Sverige och Norge. Ryssland ville bygga nya befästningar på Åland, i strid med Ålandsservitutet.  
Den ryske utrikesministern Aleksandr Izvolskij försökte få servitutet upphävt och förhandlade med Tyskland och Sverige. Östersjöavtalet 1908 bekräftade dock att Åland fortfarande inte fick befästas.

## Första världskriget 1914–1916
När första världskriget bröt ut 1914 misstänkte Ententen att Tyskland ville erövra Åland. Ryssland fick därför tillstånd att befästa ögruppen, trots Ålandsservitutet.  
I januari 1915 informerade Ryssland den svenske utrikesministern Knut Agathon Wallenberg om byggarbetet. Det blev offentligt först i maj 1916 när Gustaf Steffen tog upp frågan i andra kammaren.

## Revolution, inbördeskrig och militära ingripanden 1917–1918
Efter ryska revolutionen 1917 förlorade ryska trupper disciplinen. Samtidigt växte stödet för återförening med Sverige. I augusti 1917 bildades Ålandsrörelsen.  
Den 27 januari 1918, dagen efter att finska inbördeskriget brutit ut, överlämnade en delegation 7 097 namnunderskrifter till den svenska regeringen. Siffran har senare ifrågasatts av Gyrid Högman.
I februari 1918 skickade Sverige fartyg för att evakuera civilbefolkningen. En svensk militär styrka landsteg den 23 februari, men drog sig tillbaka när tyska trupper anlände den 5 mars. Sverige krävde då rivning av ryska befästningar, vilket senare bekräftades i Freden i Brest-Litovsk och i ett avtal den 30 december 1918.

## Den diplomatiska krisen 1919–1920
Efter kriget gjorde både Sverige och Finland anspråk på Åland. Sverige ville ta upp frågan vid fredskonferensen i Paris, medan Finland motsatte sig en folkomröstning.  
En åländsk delegation med Julius Sundblom reste till London och Paris. Finland föreslog samtidigt självstyre för att bemöta påtryckningar.
I maj 1920 reste det så kallade ”illegala landstinget” till Stockholm och träffade kung Gustaf V. Kort därefter anlände statsminister Rafael Erich till Åland med den nya självstyrelselagen, som flera åländska ledare vägrade ta emot.

## Internationellt avgörande 1920–1921
I september 1920 tillsatte Nationernas förbund en juristkommission som slog fast att frågan var internationell.
Tre rapportörer utsågs och reste till Paris, Stockholm och Åland för att intervjua representanter för båda sidor.
1921 beslutade Nationernas förbund att Åland skulle tillhöra Finland men få omfattande autonomi och skydd för språk och kultur.

## Efterspel och senare utveckling
År 1930 lade Sverige och Finland fram Stockholmsplanen, som föreslog att Ålandskonventionen skulle upphävas och att ögruppen skulle kunna befästas. Sovjetunionen motsatte sig planen, som därför lades ned.